# Primeira Batalha de Jamena
A Primeira Batalha de Jamena foi uma batalha travada entre as forças governamentais leais ao Presidente Félix Malloum e os rebeldes das Forças Armadas do Norte (FAN) liderados pelo Primeiro-Ministro Hissène Habré. Após três dias de combates de rua em Jamena, o Sudão mediou o conflito entre as duas partes. Após três dias de negociações, Malloum e Habré concordaram com um cessar-fogo.

## Contexto
Hissène Habré era anteriormente um comandante dos rebeldes da Frente de Libertação Nacional do Chade (FROLINAT), antes de romperem com essa organização juntamente com Goukouni Oueddei após Abba Siddick ter assumido sua liderança. Após desentendimentos com Oueddei, Habré formou seu próprio grupo rebelde chamado Forças Armadas do Norte. Em agosto de 1978 aliou-se ao presidente Félix Malloum, que lhe deu os cargos de primeiro-ministro e vice-presidente.   Em janeiro de 1979, Habré e Malloum discordaram sobre a interpretação da carta de reconciliação, o que iniciou as hostilidades militares na cidade.

## A batalha
A batalha começou em 12 de fevereiro de 1979, quando os rebeldes das Forças Armadas do Norte e as Forças Armadas Chadianas travaram uma guerra aberta na cidade. Os militares chadianos realizaram massacres contra a população muçulmana da cidade, durante os quais vários milhares de civis foram mortos.  Os combates terminaram em 15 de fevereiro, quando começaram as negociações mediadas pelo presidente do Sudão, Jaafar Nimeiry. 

## Consequências
Os rebeldes da FROLINAT usaram os combates em Jamena e o colapso do governo central para lançar uma nova ofensiva no norte. 
O conflito posterior entre Habré e Malloum levou vários países a tentar mediar a situação, o que resultou na formação de um novo governo nacional em novembro de 1979. Nesse governo, Habré foi nomeado Ministro da Defesa. No entanto, os combates logo recomeçaram. Em dezembro de 1980, Habré fugiu para o exílio no Sudão durante os momentos finais da Segunda Batalha de Jamena.